# Mポイント
『Mポイント』（エムポイント）は、2007年4月2日から山陰放送(BSSラジオ)で放送されているラジオ番組。

## 概要
- 同年3月まで放送されていた『山陰エンタプレス!』の実質上の後継番組である[独自研究?]。
- 最新のシングル曲をオンエアする。また、1週間ごとにエンディング曲が変わる。
- 同年10月からは『Mポイント600』（エムポイントろっぴゃく[要検証 – ノート]）と題して放送。同時に放送時間も変更された。
- 2012年4月2日からは『Mポイント546』（エムポイントごーよんろく）と題して放送。放送時間が変更され、交通情報を伝えるようになった。
- 2016年9月27日からは17:46 - 18:45の放送になる。
- 2017年10月2日からは17:46 - 18:35の放送になる。
- 2019年4月1日からは再び『Mポイント』と題して放送。同時に17:15 - 18:30と17:15 - 18:20の放送になる。
- 2019年9月30日からは17:15 - 18:35と17:15 - 18:45の放送になる。
- 番組内でニュース、山陰海洋気象情報、交通情報を伝える。また、17:15 - 17:30に放送の『ニュースクリップ』（TBSラジオ制作）の中で17:25から2分間、TBSラジオ送出のBGMに乗せて山陰地方の翌日の暦と気象概況を伝えるが、こちらも当日の本番組の担当者が担当する（2018年4月 - 2020年3月）。
- ナイターシーズンがある場合[要説明]には、全曜日ともに20分の放送となる。ナイターオフシーズンには、火曜 - 金曜が30分の放送となる。

## 出演者
制作部に所属する下記のBSSアナウンサーが日替わりで担当する。曜日毎に担当が偏っていることが多い。
現在
- 木野村尚子
- 桑本みつよし
- 大田祐樹
- 森谷佳奈
- 中島早也佳
- 佐々木栄輔
- 宇田川修一
- 丸山聡美

過去
- 松原佑基
- 山根伸志
- 荒井由岐子
- 森田初実
- 北川佳歩
- 山田弥希寿
- 田中亜矢
- 吉村珠佳
- 岡村帆奈美
- 谷口篤史

## タイムテーブル
- 17:20 BSSニュース
- 17:30 ネットワークトゥデイ（TBSラジオ制作・JRN系列全国ネットのニュース番組）
- 17:47 交通情報
- 18:00 天気予報
- 18:05 BSSニュース
- 18:12 島根県からのお知らせ（木曜日）